# Hervé Le Tellier

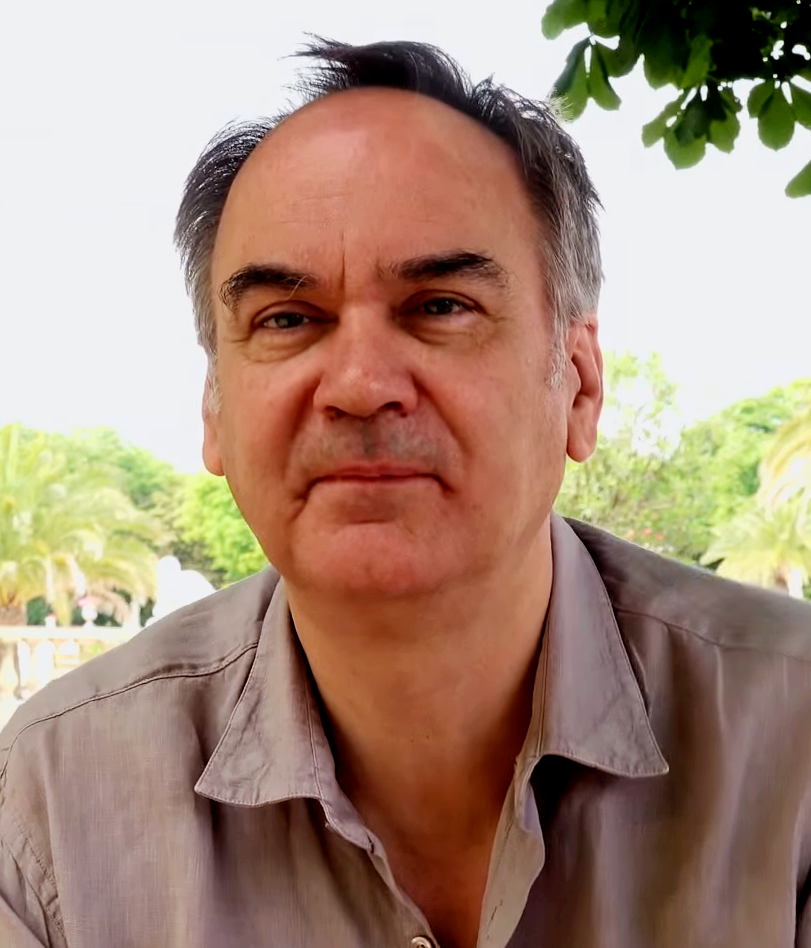
Hervé Le Tellier (2015)

Hervé Le Tellier (* 21. April 1957 in Paris) ist ein französischer Schriftsteller.

## Leben
Hervé Le Tellier ist ursprünglich studierter Mathematiker. Er hat seit Beginn der 1990er-Jahre circa 30 Bücher veröffentlicht, darunter Gedichtbände, erotische Geschichten und Romane. Auch arbeitete er für das Theater, die Oper oder den Film. Der in Paris lebende Le Tellier ist Präsident der Gruppe Oulipo, einem Kreis von Autoren, die ihre Werke formalen Zwängen unterwerfen. Er ist auch Sprachwissenschaftler und arbeitet als Kolumnist für die Internet-Ausgabe der französischen Tageszeitung Le Monde. 2013 gewann er den Grand Prix de l’humour noir Xavier-Forneret für den angeblich aus dem Portugiesischen übersetzten Gedichtband Contes liquides. Der Ursprungsautor Jaime Montestrela ist aber eine Erfindung von Le Tellier.
Le Tellier gilt als ein „multipler“ Autor zumeist „kleiner“ Formen (Novelle, Fabel), mit denen er teils experimentiert, die er aber zum großen Teil selbst entwickelt oder weiterentwickelt, wie etwa in seinen Tausend Antworten auf die Frage: Woran denkst Du? (Les amnésiques n'ont rien vécu d'inoubliable, 1997) oder seinen hundert Variationen nach der Mona Lisa (Joconde jusqu'à cent, 1998). Als Freund von Jean-Bernard Pouy hat er einen Kriminalroman der Reihe Pulp geschrieben.
Ein großer Erfolg war Le Tellier 2020 mit der Veröffentlichung seines in der nahen Zukunft spielenden Romans L’anomalie beim Verlag Gallimard beschieden. Das Werk stellt eine Versuchsanordnung dar, in der ein in Paris gestartetes Flugzeug im Sommer 2021 im Abstand von drei Monaten zwei Mal mit denselben Insassen in New York landet. Dadurch kommt es zu Doppelgängern und es entwickelt sich eine Fülle an unterhaltsamen, individuellen Geschichten um Fragen nach beispielsweise Überwachung, Simulation oder Realität. Zu den Figuren zählen ein Familienvater und Auftragsmörder, ein nigerianischer Popstar, eine über ihre Fehler nachdenkende Anwältin sowie ein öffentlichkeitsscheuer Schriftsteller, der mit dem titelgebenden L’anomalie einen Überraschungserfolg erzielte und das zum Kultbuch avanciert. Der Roman gewann im Jahr seiner Veröffentlichung den Prix Goncourt, gelangte auf die Shortlist des Prix Décembre und war auch ein großer finanzieller Erfolg. Das Buch verkaufte sich bis Ende November 2020 über 25.000 Mal und platzierte sich mehrere Wochen unter die Top 10 der Bestsellerliste im Bereich Belletristik. L’anomalie wurde bislang in sechs Sprachen übersetzt und soll auch als Fernsehserie verfilmt werden.

## Werke (Auswahl)
- Sonates de bar, Le Castor Astral. Zeichnungen von Henri Cueco.
- Encyclopaedia Inutilis, Novellen, 1991, Seghers, rééd. 2000, Le Castor Astral.
- Le voleur de nostalgie, 1992, Briefroman, Seghers, rééd. 2005, Le Castor Astral.
- La disparition de Perek, 1997, Le poulpe, Baleine-Le Seuil.
- Les amnésiques n'ont rien vécu d'inoubliable, Autobiographie, 1998, Le Castor Astral.
- Joconde jusqu'à cent, 1999, Le Castor Astral.
- Inukshuk, 1999, Le Castor Astral. Videogramme von Jean-Baptiste Decavèle
- Zindien, 2000, Le Castor Astral. Zeichnungen von Henri Cueco.
- Encyclopaedia Inutilis.Novellen, 2002, Le Castor Astral.
- Joconde sur votre indulgence, 2002, Le Castor Astral.
- Cités de mémoire. Reisebericht, 2002, Berg International. Zeichnungen von Xavier Gorce.
- Guerre et Plaies, 2003, Editions Eden. Strips von Xavier Gorce.
- La chapelle Sextine, 2004, L'Estuaire. Bilder von Xavier Gorce.
  - Die Sextinische Kapelle. Übersetzung von Jürgen Ritte. Diaphanes Verlag, Berlin 2018
- Esthétique de l'Oulipo, 2006, Le Castor Astral.
- Je m'attache très facilement, Roman, 2007, Mille et une nuits.
  - Ich verliebe mich so leicht, übersetzt von Jürgen und Romy Ritte, Rowohlt, Hamburg 2022, ISBN 978-3-498-00312-8
- Les opossums célèbres, Portmanteau-Wörter, Zeichnungen von Xavier Gorce, 2007, Le Castor Astral.
- Assez parlé d'amour, 2009, Ed. Jean-Claude Lattès.
  - Kein Wort mehr über Liebe. Übersetzung von Jürgen und Romy Ritte. dtv, München 2011
- Eléctrico W. Ed. Jean-Claude Lattès, 2011
  - Neun Tage in Lissabon. Übersetzung von Jürgen und Romy Ritte. dtv, München 2013
- Contes liquides de Jaime Montestrela, Éditions de l'Attente, 2013, Grand Prix de l'Humour Noir.
- Demande au muet, Editions Nous, 2014.
- Moi et François Mitterrand, 2016, Editions Jean-Claude Lattes
  - Ich und der Präsident. Ein Briefroman. Übersetzung von Jürgen und Romy Ritte. dtv, München 2017 [Gegenüber der französischen Originalausgabe hat der Autor den Text um Briefe an Mitterrands Nachfolger Jacques Chirac, Nicolas Sarkozy, François Hollande und Emmanuel Macron fortgeführt.]
- Toutes les familles heureuses, récit, 2017, Éditions Jean-Claude Lattès
  - All die glücklichen Familien, [autobiografischer] Roman. Übersetzung von Jürgen und Romy Ritte. dtv, München 2018
- L’anomalie, Éditions Gallimard, 2020, ISBN 978-2-07-289509-8
  - Die Anomalie, übersetzt von Jürgen und Romy Ritte, Rowohlt, Hamburg 2021, ISBN 978-3-498-00258-9[4]

### Mit Oulipo
- Affensprache, Spielmaschinen und allgemeine Regelwerke. Plasma, 1997.
- Jürgen Ritte (Hrsg.): Bis auf die Knochen. das Kochbuch, das jeder braucht. Arche-Atrium-Verlag, Hamburg 2009.

## Auszeichnungen
- 2007: Prix du roman d’amour für Je m’attache très facilement
- 2013: Grand Prix de l’humour noir Xavier-Forneret für Contes liquides (Übersetzung aus dem Portugiesischen von Jaime Montestrela)
- 2016: Prix Botul für Moi et François Mitterrand
- 2020: Prix Goncourt für L’anomalie